# Sutokoba
Sutokoba (Schreibvarianten: Sutukaba oder selten Sutuko, Setuko; Namensvariante Boye Kunda) ist eine Ortschaft im westafrikanischen Staat Gambia.
Nach einer Berechnung für das Jahr 2013 leben dort etwa 2972 Einwohner, das Ergebnis der letzten veröffentlichten Volkszählung von 1993 betrug 2148.

## Geographie
Sutokoba, ungefähr 26 Meter über dem Meeresspiegel, am nördlichen Ufer des Gambia-Flusses liegt in der Upper River Region (URR), Distrikt Wuli, an der North Bank Road ungefähr 31 Kilometer von Basse Santa Su, dem Sitz der Verwaltungseinheit URR, entfernt. In südwestlicher Richtung ist 4,8 Kilometer der Ort Badja Kunda entfernt und weiter in diese Richtung liegt 6,8 Kilometer von Sutokoba Fattatenda direkt am Flussufer.

## Geschichte
Sutukoba war zu Beginn des 15. Jahrhunderts eine wichtige blühende Handelsstadt des Wuli-Reiches, das zu dem Reich der Jolof gehört hatte. Der Ort hatte damals schätzungsweise 4000 Einwohner. Später im frühen 17. Jahrhundert hatten portugiesische Händler Gold und andere Güter in der immer noch geschäftigen Handelsstadt (unter dem Namen Setuko) erworben.
Relikte der alten Stadt sind in der Nähe des Dorfes gefunden worden. Archäologische Ausgrabungen sind noch geplant (Stand 1997).